# 日省録
日省録（にっせいろく、韓国語：일성록）は、1760年から1910年までの国政運営の内容を、李氏朝鮮の国王（1897年以降は大韓帝国の皇帝）の日記の形式を採用してまとめた文書である。奎章閣所蔵。大韓民国国宝第153号。

## 概要
1760年（英祖36年）から1910年（隆熙4年）まで編纂されており、日記の形式によっているが、実際には151年間におよぶ王朝の公的な記録である。筆写本として一部だけ編纂された唯一の書籍で、計2,329冊で構成されている。ほぼ全期間を網羅しているが、21か月分だけ遺漏がある。
『日省録』の前身は、正祖（英祖の孫）が世孫だった時代から著述した『尊賢閣日記』であったといわれる。正祖は、『論語』における曾子のことばに感銘を受けて日記をはじめたと伝わる、正祖が王位に就任したのち、奎章閣の官吏に命じて、毎日、日誌を書かせ、5日ごとに王に報告させ、その決済を受けさせるように取り計らった。王となった正祖は『日省録』が当時の政治・社会状況を確認し、参照し、反省する資料になることを期し、そのため、既存の『承政院日記』とは異なる方法で日省録を編纂するように指示した。それにともない『日省録』は、国政の主要懸案を「綱」（表題）と目（事実の詳細）とに分けて記録され、国政運営の指針となる内容を一目で見つけることができる体裁となった。書名は、曾子の言葉による。李朝後期の国王の動静や国政運営全般の詳細を知ることのできる第一級の史料（文献資料）である。2011年5月、「世界の記憶」（ユネスコ世界記憶遺産）に登録された。

## 竹島問題とのかかわり

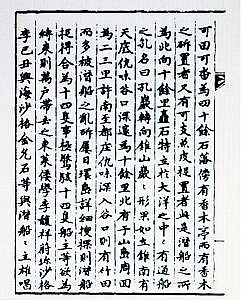
『日省録』1807年
----
中ほどに「北有于山島周回為二三里許」の文言がある

日本と韓国の双方が領有権を主張する竹島（韓国名、独島）をめぐって、韓国側が竹島（独島）の旧称であると主張する「于山島」が、現在の鬱陵島の北東に隣接する竹嶼であることを示す記述が、日省録で確認されている。確認したのは、韓国国内で竹島問題を研究するアメリカ人のゲーリー・ビーバーズで、2007年、このことをインターネット上で発表した。これによれば、『日省録』1807年の記述に、鬱陵島周辺を踏査した官吏の報告として「北有于山島周回為二三里許(「于山島あり。周回二・三里（一周、800から1200m）ばかりとなす。南、都庄仇味に至る」)」すなわち、鬱陵島の北に「于山島」があり、その周囲は2、3里（韓国里で800メートルないし1,200メートル）で、竹島のように二島で構成されるものではないというもので、これに相当するのは竹島（独島）ではなく竹嶼であり、古地図だけではなく文献上もそのことが確かめられた意味合いがある。